# Illa d'A Toxa

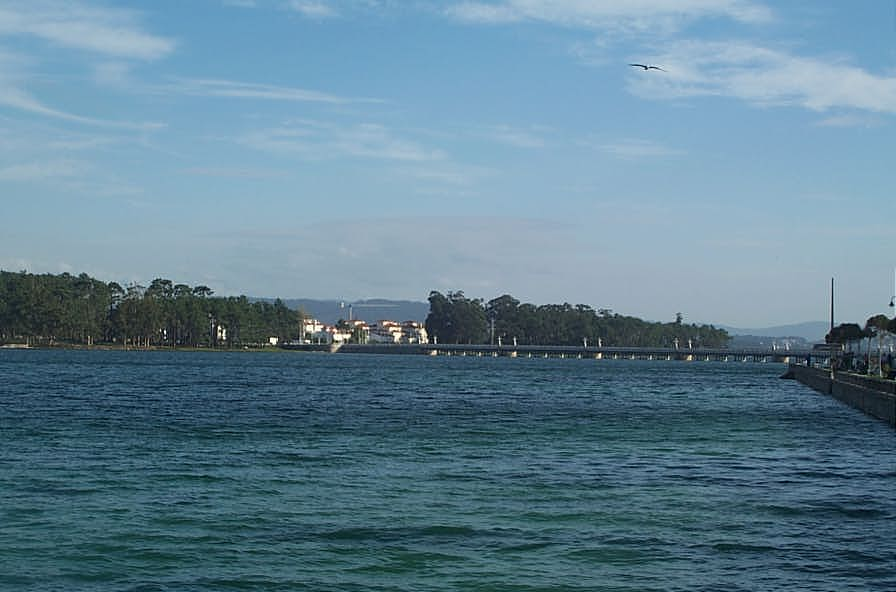
L'illa vista des d'O Grove

A Toxa és una petita illa gallega situada a les Rías Baixas, concretament a la ria d'Arousa, i que pertany al municipi d'O Grove, a 30 km de Pontevedra. Actualment, bona part d'aquesta illa es dedica exclusivament al turisme i compta amb diversos complexos hotelers, balnearis, apartaments, camps de golf i fins i tot un casino.
Forma part de la parròquia de San Martiño do Grove, població censada de la qual fou el 2009 de 49 habitants (26 homes i 23 dones), segons l'Institut Gallec d'Estadística. Per altra banda cal tenir en compte que l'efectiu de població real és més alt si es considera en el recompte les places hoteleres i les segones residències.